# Blake Freeland
Blake Freeland (Herriman, Utah; 3 de mayo de 2001) es un jugador profesional estadounidense de fútbol americano, se desempeña en la posición de offensive tackle en Indianapolis Colts, en la National Football League (NFL).

## Carrera
Hizo su debut profesional con el equipo Indianapolis Colts, lleva jugando una temporada, comenzó en el 2023.